# NGC 6027
NGC 6027 أو إن جي سي 6027 هيَ مجرة محدبة تَقع في كوكبة الحية وتُعتبر أكثر أعضاء سداسية زايفرت بريقاً. اكتشفت هذه المجرة في عام 1882 على يد عالم الفَلك إدوارد ستيفان.

## وصلات خارجية
- NGC 6027 على موقع ويكي سكاي: DSS2, SDSS, GALEX, IRAS, Hydrogen α, X-Ray, Astrophoto, Sky Map, Articles and images